# Scopula glaucocyma
Scopula glaucocyma är en fjärilsart som beskrevs av George Francis Hampson 1910. Scopula glaucocyma ingår i släktet Scopula och familjen mätare. Inga underarter finns listade.